# Morti nel 1011
| Questa pagina contiene informazioni ricavate automaticamente dalle voci biografiche con l'ausilio del template Bio e di un bot. L'aggiornamento è periodico e automatico e ricostruisce completamente la pagina. Se manca una persona in questa lista, sei pregato di non aggiungerla, ma accertati piuttosto che la sua voce biografica contenga il template Bio e che i dati anagrafici siano correttamente compilati. Se il template Bio manca, inseriscilo tu stesso o, in alternativa, metti l'avviso {{tmp\|Bio}} che ne segnala la mancanza. Se i dati riportati sono sbagliati, correggi direttamente la voce biografica; le modifiche saranno visibili in questa lista entro pochi giorni. Per chiarimenti vedi il progetto biografie. La lista contiene solo le 13 persone che sono citate nell'enciclopedia e per le quali è stato implementato correttamente il template Bio. Pagina aggiornata al 13 gen 2025. |

- 9 febbraio - Bernardo I di Sassonia, nobile tedesco
- 23 febbraio - Villigiso di Magonza, arcivescovo e santo tedesco (n. 940)
- 25 luglio - Ichijō, imperatore giapponese (n. 980)
- 5 novembre - Matilde II di Essen, nobile tedesca (n. 945)
- 21 novembre - Reizei, imperatore giapponese (n. 950)
- Corrado I di Carinzia, nobile tedesco
- Gezone, vescovo italiano
- Mahendradatta, regina (n. 961)
- Muhammad b. Ahmad Abu l-Mutahhar al-Azdi, scrittore arabo
- Anna Porfirogenita, principessa bizantina (n. 963)
- Suniario I di Pallars, nobile spagnolo
- Gersenda di Guascogna, contessa
- Uma no Naishi, poeta giapponese (n. 949)